# Plant Foods for Human Nutrition
Plant Foods for Human Nutrition (abrégé en Plant Food Hum. Nutr.) est une revue scientifique bimensuelle à comité de lecture qui publie des articles de recherches originales pour l'utilisation des plantes dans l'alimentation.
D'après le Journal Citation Reports, le facteur d'impact de ce journal était de 1,976 en 2014. L'actuel directeur de publication est O. Paredes-Lopez.

## Histoire
Au cours de son histoire, le journal a changé de nom :
- Qualitas Plantarum  (ISSN 0377-3205)
- Plant Foods for Human Nutrition  (ISSN 0921-9668)